# Бен-Ямини, Я.
Я. Бен-Ямини (настоящее имя — Янкев Биньомин Каценельсон; 1852, Копыль Минской губернии — 26 ноября 1930, Лодзь) — еврейский педагог, публицист, поэт. Писал на идише и иврите. Отец поэта Ицхока Каценельсона.

## Биография
Родился в местечке Копыль, вскоре с семьёй переехал в Бобруйск. Получил образование в иешивах Воложина и Ковно. После вступления в брак поселился в Кореличах. Вскоре перебрался в Варшаву. Был одним из соавторов энциклопедии на иврите «Хаэшколь». Из-за конфликта с Н. Соколовым покинул редакцию.
С 1886 руководил хедером-метуканом («реформированным хедером») в Лодзи, а с 1900 и до самой смерти — в Згеже.
Его стихи были опубликованы в «Дер идишер» и «Лодзер тагеблат».

## Произведения
- «Олелот Эфраим» (1889)
- «Хазон Бен-Ямини» (1913)
- «Иехуда ха-Макаби вэ-Йонатан»
- «Гедалья де-Рига» (1912)